# Hoàng Liên Sơn

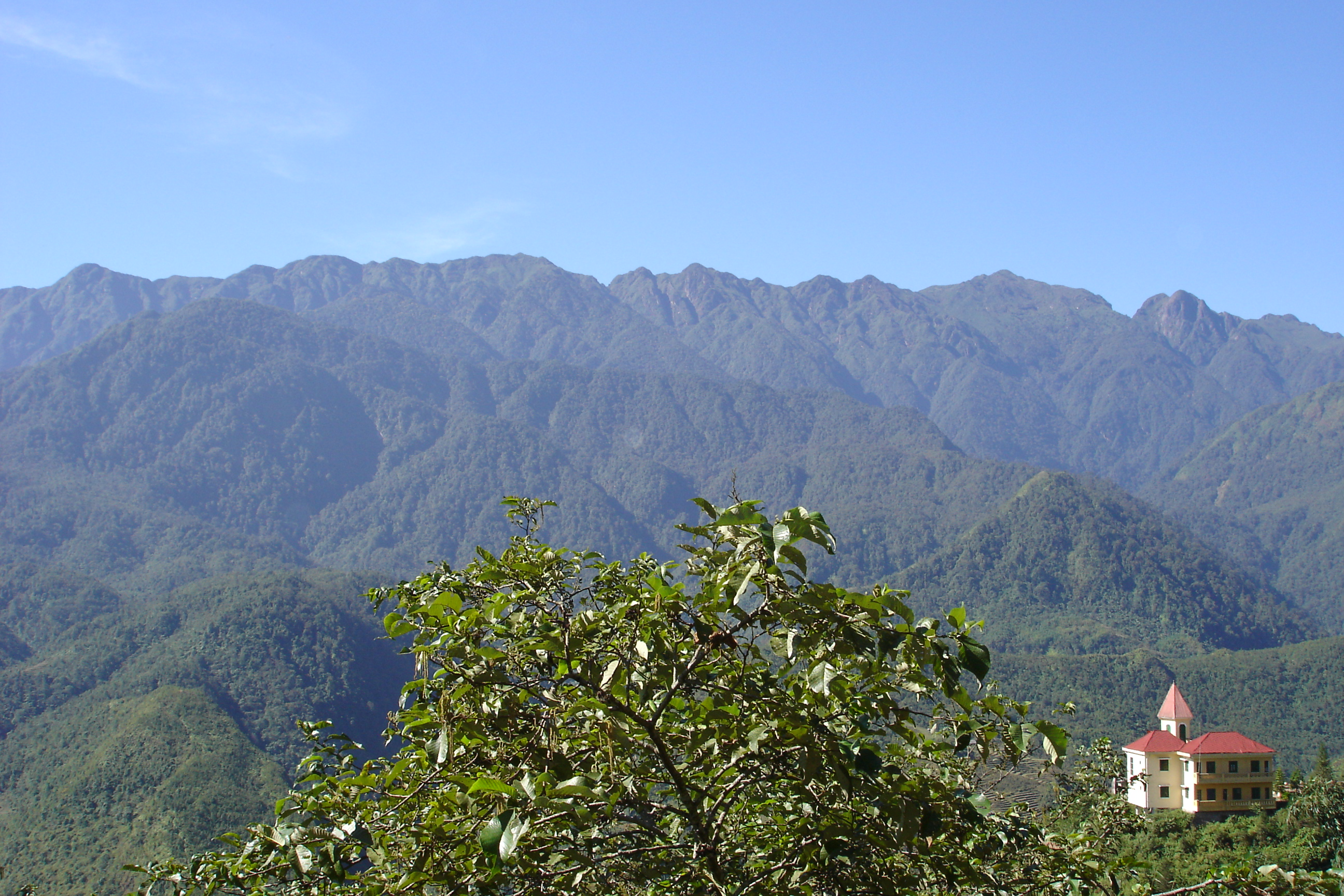
Panorama łańcucha górskiego

Hoàng Liên Sơn - pasmo górskie na północy Wietnamu. Ma ono długość ok. 300 km, szerokość do 70 km. W paśmie znajduje się najwyższy szczyt Wietnamu: Phan Xi Păng o wysokości 3143 m n.p.m.. Góry zbudowanie głównie z granitów, piaskowców i wapieni.